# Katwijk aan Zee
Katwijk aan Zee – duża miejscowość wypoczynkowa i kąpielisko w zachodniej Holandii, w prowincji Holandia Południowa, w gminie Katwijk.

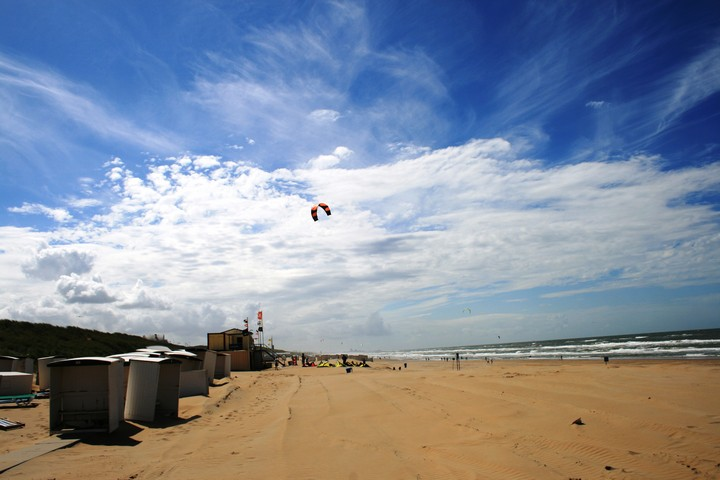
Katwijk

W miejscowości urodzili się piłkarz reprezentacji Holandii w piłce nożnej Dirk Kuijt i trójboista siłowy i strongman Cees de Vreugd.

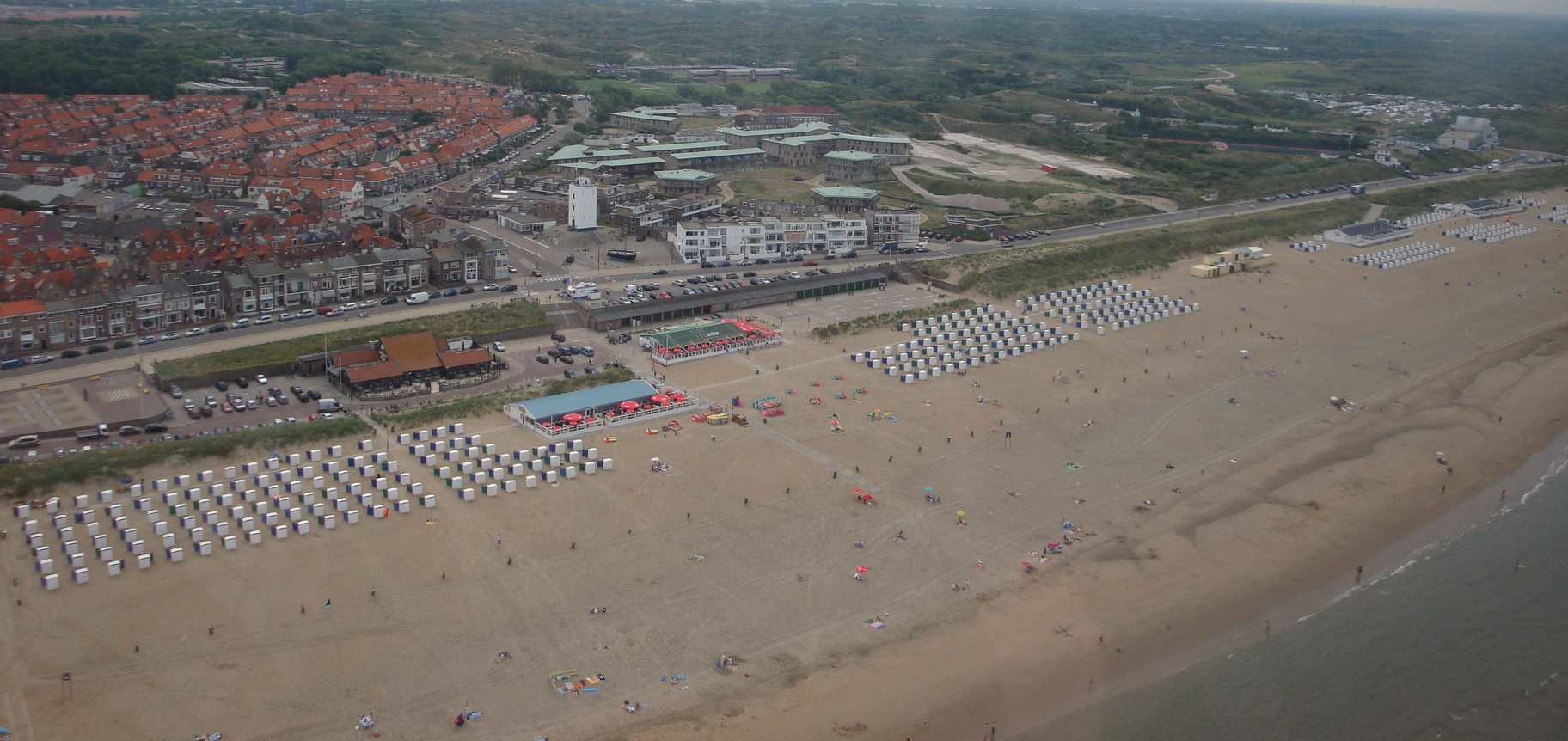
Katwijk aan Zee, plaża